# Evangelische Kirche (Allendorf/Lahn)

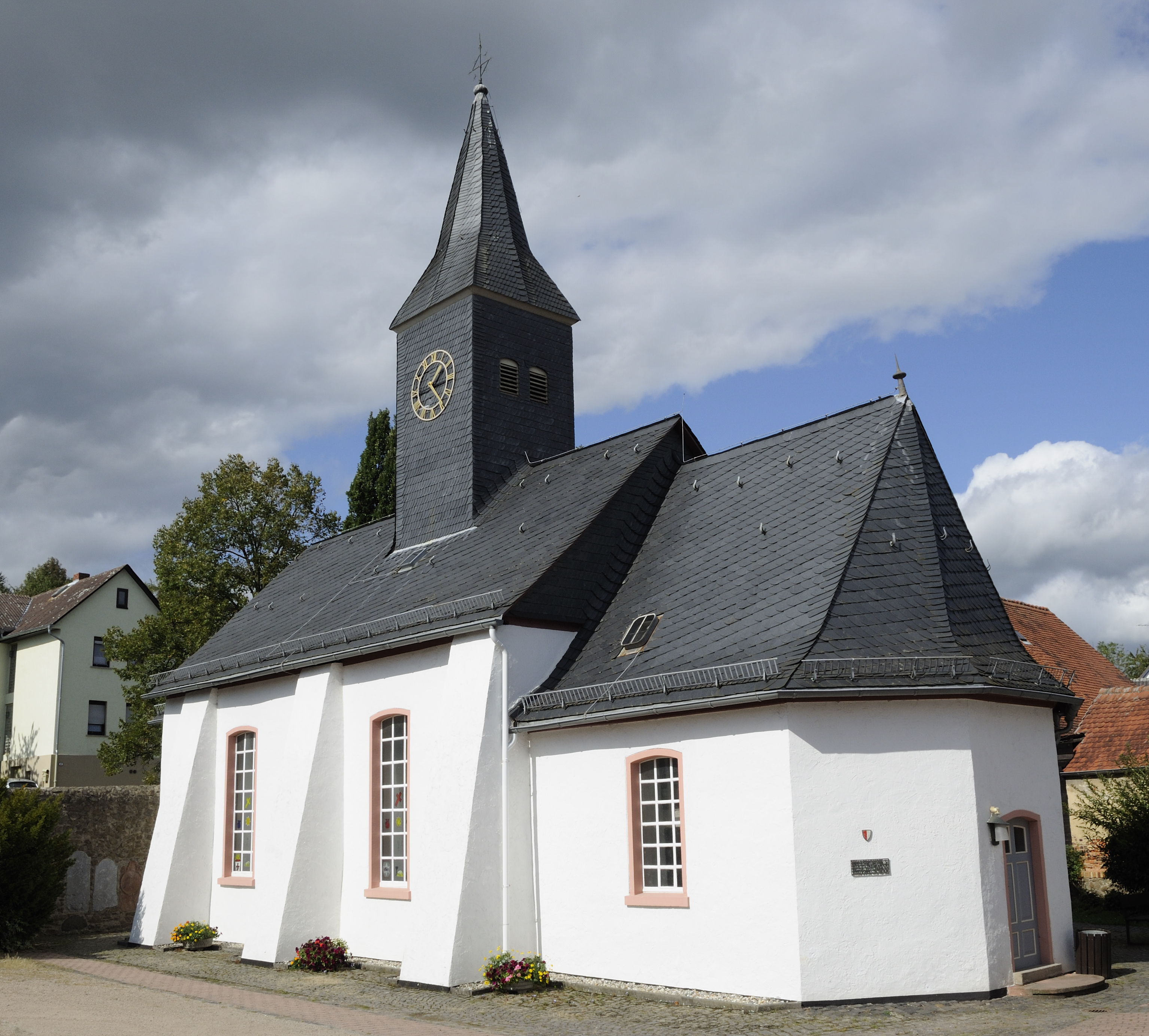
Südseite der Kirche

Die Evangelische Kirche in Allendorf/Lahn, einem Stadtteil von Gießen im Landkreis Gießen in Mittelhessen, geht vermutlich auf das 13. Jahrhundert zurück. 1387/88 wurde der Dachstuhl erneuert. Der Chor wurde 1521 angebaut. Die Kirche prägt mit ihrem Dachreiter und den spitz zulaufenden Strebepfeilern das Ortsbild und ist hessisches Kulturdenkmal.

## Geschichte

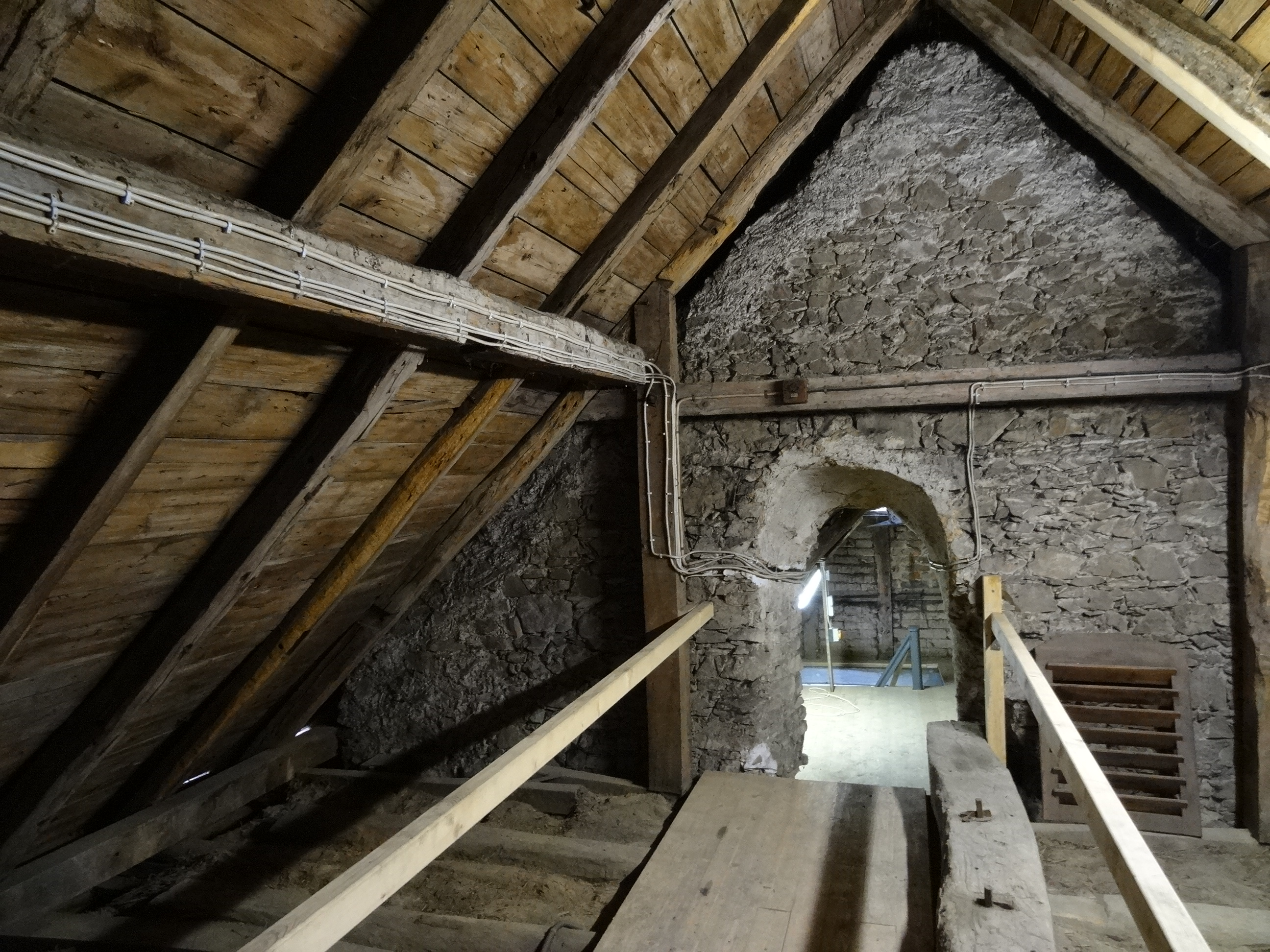
Unverputzter alter Westgiebel des 13. Jahrhunderts, Sparren von 1387/88

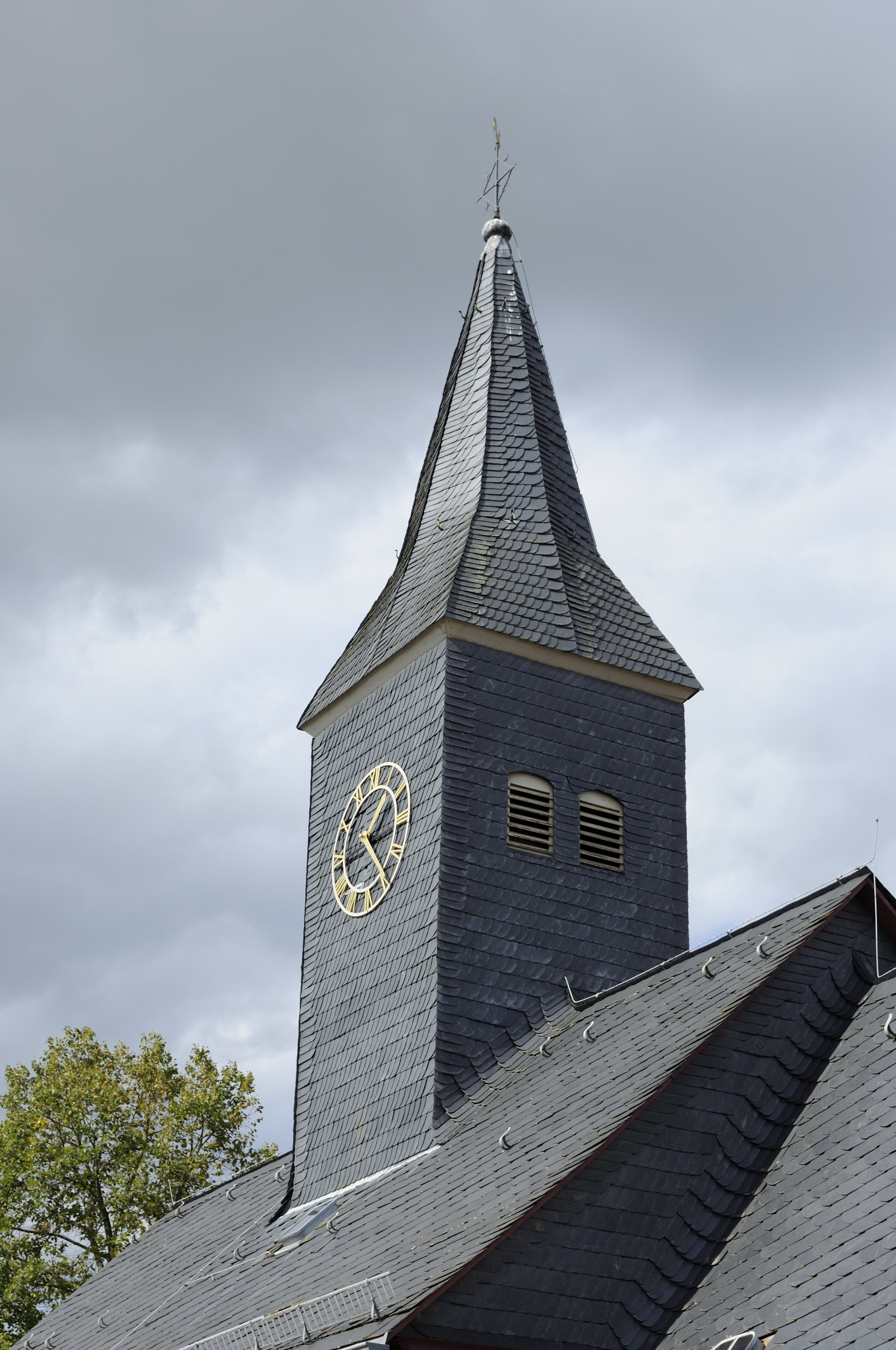
Dachreiter von 1845

Vermutlich hatte die im 13. Jahrhundert errichtete Kirche einen Vorgängerbau. 1323 wurde Allendorf zur selbstständigen Pfarrei erhoben. Das im 15. und 16. Jahrhundert als „Kapelle“ bezeichnete Gotteshaus unterstand ursprünglich dem Patrozinium des hl. Vinzenz, wahrscheinlich Vinzenz von Valencia. Es war bis 1593 Filial der Kirche in Großen-Linden und gehörte zum Hüttenberger Kondominium. Kirchlich war Allendorf im Mittelalter dem Dekanat Wetzlar und Archidiakonat St. Lubentius Dietkirchen im Bistum Trier zugeordnet.
Dendrochronologische Untersuchungen am Dachstuhl der Kirche ergaben, dass das Bauholz für das Dachgebälk Ende 1386 oder 1387 gefällt wurde, der Dachstuhl also 1387/88 neu errichtet wurde. Die Zapflöcher und Bearbeitungsspuren weisen auf eine Zweit- und Drittverwendung. Der Chor, dessen Dachstuhl im Wesentlichen erhalten ist, wurde 1521 angebaut.
Mit Einführung der Reformation im Jahr 1555 wechselte Allendorf zum evangelischen Bekenntnis, diente bis 1593 aber nur unregelmäßig als Predigtkirche oder für Gottesdienste. Anschließend war Allendorf bis 1602 offiziell Filial der Martinskirche Heuchelheim, bis 1627 von Dutenhofen und bis 1703 von der Evangelischen Kirche Lützellinden; Großen-Linden blieb aber zuständig. Zwischen 1703 und 1958 bestand die Kirchengemeinde als zweite Pfarrei von Großen-Linden und wurde erst in dem Jahr selbstständig. Mit Regelung der finanziellen Zuständigkeiten wurde 1962 die volle Selbstständigkeit erzielt und bestätigt.
Die Fenster und Türen wurden im 18. Jahrhundert erneuert. 1845 erfolgte für 2900 fl. eine umfassende Innen- und Außenrenovierung, bei der die Kirchenfenster vergrößert und Strebepfeiler angefügt wurden. Nun wurde die südliche Eingangstür entfernt und als Emporentür wiederverwendet. Der neue Eingang wurde in den neu geschaffenen Emporenanbau vor der Westwand verlegt. Der Westgiebel wurde etwas abgetragen und die Dachhöhe des Chors angehoben, um im Inneren Platz für die Emporen zu schaffen und die Decken der beiden Baukörper anzugleichen. Das ursprüngliche Kirchendach war etwa 1,50 Meter höher. Zugleich wurde der Dachstuhl des Chors verstärkt. Der nur halb so hohe Dachreiter wurde 1845 durch den heutigen ersetzt.
1879 wurde für den Orgelneubau die heutige Ostempore geschaffen. Die bis dahin kürzeren Emporen an den Langseiten wurden bis zur neuen Chorempore verlängert, der Pfarrstuhl von der östlichen Eingangstür im Chor an die Südseite der Kirche verlegt und die Kanzel axial zwischen Altar und Orgel aufgestellt. 1925 fand eine Innenrenovierung statt.
Bis zu ihrer Fusion mit der Kirchengemeinde Kleinlinden hatte die Kirchengemeinde Allendorf etwa 950 Mitglieder. Die Gesamtkirchengemeinde gehört zum Dekanat Gießen in der Propstei Oberhessen der Evangelischen Kirche in Hessen und Nassau und soll 2026 in die Evangelische Philippusgemeinde Gießen aufgehen.

## Architektur

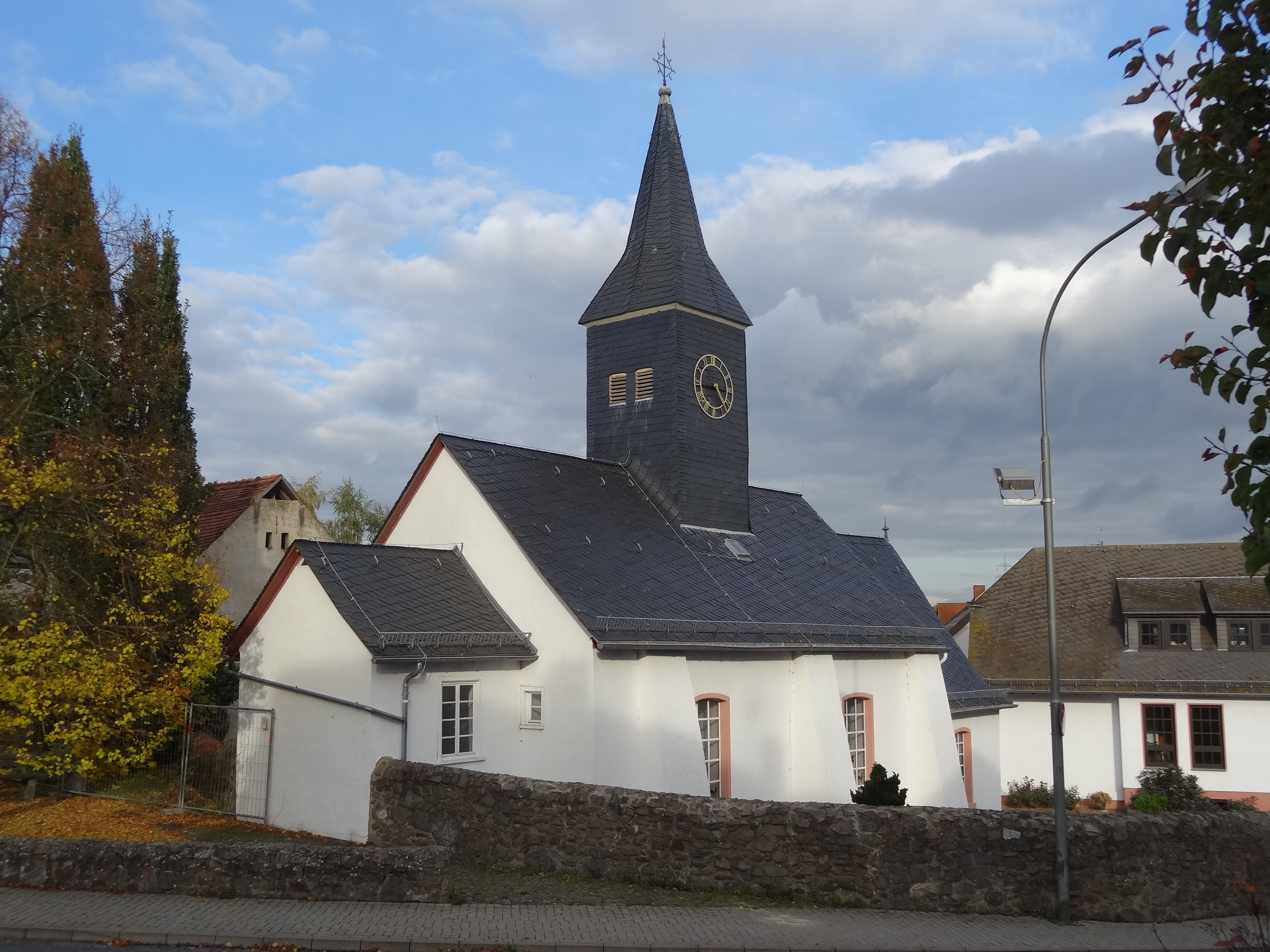
Kirche von Südwesten, Kirchhofmauer

Die weiß verputzte, geostete Kirche ist am nordwestlichen Ortsrand errichtet. Von der umgebenden Friedhofsmauer aus Bruchsteinen, die im Westen am Emporenvorbau endet, ist noch der gesamte Halbkreis südlich der Kirche als Abgrenzung zur Straße erhalten. An der westlichen Seite sind fünf Grabsteine aus grauem Lahnmarmor eingelassen.
Das Langhaus ist ältester Baukörper und wird von einem Satteldach abgeschlossen. Darüber erhebt sich mittig ein viereckiger Dachreiter mit Glockenstube, die nach Osten, Norden und Westen kleine Schalllöcher, nach Süden das vergoldete Zifferblatt für die Uhr aufweist. Der kubusförmige Schaft geht in einen achtseitigen Spitzhelm über und wird von Turmknopf, einem schmiedeeisernen Kreuz und einem vergoldeten Wetterhahn bekrönt. An den Langseiten belichten je zwei große Fenster mit flachem Stichbogen den Innenraum. Je drei steile Strebepfeiler an den Langseiten reichen bis zur Traufe und stützen das Schiff. Vor das westliche Eingangsportal ist ein kleiner Emporenvorbau mit Fachwerk im westlichen Giebeldreieck und Satteldach angebaut. Über dem Südportal mit Stichbogen ist ein rechteckiges Fenster angebracht. Der Vorbau dient als Windfang und als Aufgang zu den Emporen. Fenster und Portale weisen Sandsteingewände auf, die sandsteinfarben übermalt sind.
Der eingezogene, polygonale Chor von 1521 mit dreiseitigem Abschluss weist Innenwinkel von 120° und 123° auf, was nicht dem gotischen Standard von 135° entspricht. Das verschieferte Dach ist steiler als das Kirchendach, setzt niedriger an und erreicht in der Höhe nicht den First des Schiffes. Die Chormauern sind neun Zentimeter dünner als beim Langschiff. Ursprünglich lag die Decke des Chors in Höhe der Traufe. Der alte Dachstuhl ist wie beim Kirchenschiff noch erhalten und hat überwiegend zweitverwendete Hölzer. Zwei Fenster mit Stichbogen an der Nord- und Südseite sowie zwei kleine Dachfenster versorgen den Chor mit Licht.

## Ausstattung

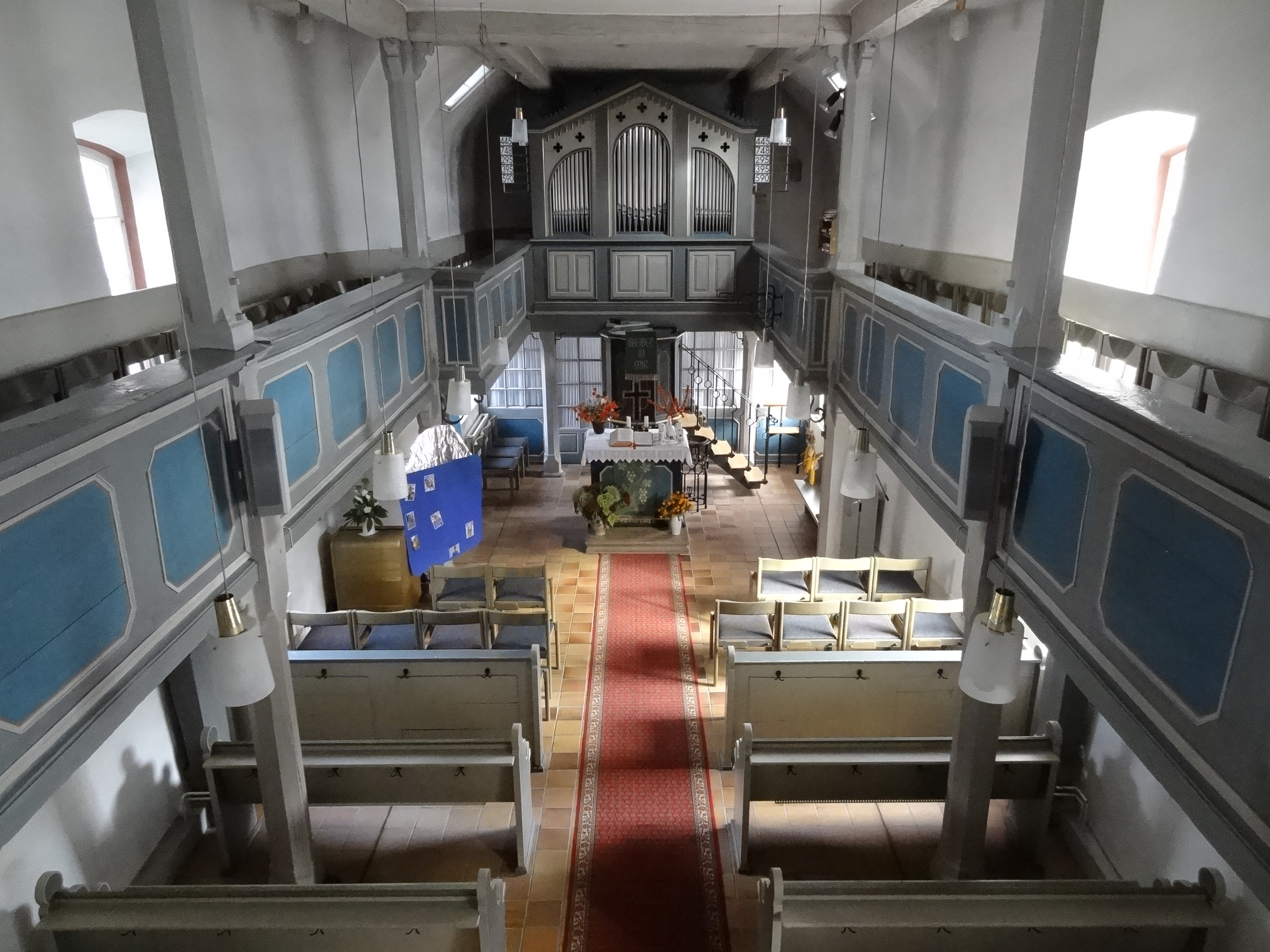
Innenraum Richtung Osten

Der Innenraum ist schlicht gestaltet und wird von einer Flachdecke abgeschlossen, die auf zwei Unterzügen ruht. Sie werden von achteckigen Holzpfosten mit Kopfbügen gestützt, die die Emporen an allen vier Seiten einbeziehen. In der Deckenmitte sind die zwei Löcher erhalten, durch die früher die Handseile für die beiden Glocken liefen. Der westliche Teil des Chors unterhalb der Orgelempore wird durch eine verglaste Holzwand ganz vom Kirchenschiff abgetrennt und dient als Sakristei. Das Gestühl mit geschwungenen Wangen lässt einen Mittelgang frei.
Die dreiseitig umlaufende, kassettierte Empore stammt aus dem 19. Jahrhundert. Sie hat im Norden, Westen und Süden große, blau gefasste Rechteckfelder, deren Ecken abgeschrägt sind. Der angefügte Chor ist etwas eingezogen; entsprechend verläuft auch die Empore im Ostteil. Die Ostempore dient als Aufstellungsort für die Orgel. Hier finden sich drei rechteckig unterteilte, weiße Felder, die mit den drei Pfeifenfeldern der Orgel korrespondieren. Orgel, Kanzel und Altar stehen auf der Mittelachse. Die hölzerne polygonale Kanzel ruht auf einem sechseckigen Holzfuß mit Bügen. Der Kanzelkorb hat profilierte Felder und schließt oben und unten mit einem vergoldeten Gesimskranz ab. Fuß und Korb sind in schwarzer, weiß-geäderter Marmorierung gefasst. Die marmorierte Fassung wird vom hölzernen, quaderförmigen Altar aufgenommen, dessen blau gefasste, profilierte Felder dieselbe Machart wie die Emporenbrüstung aufweisen. Heute ist kein Pfarrstuhl mehr vorhanden.

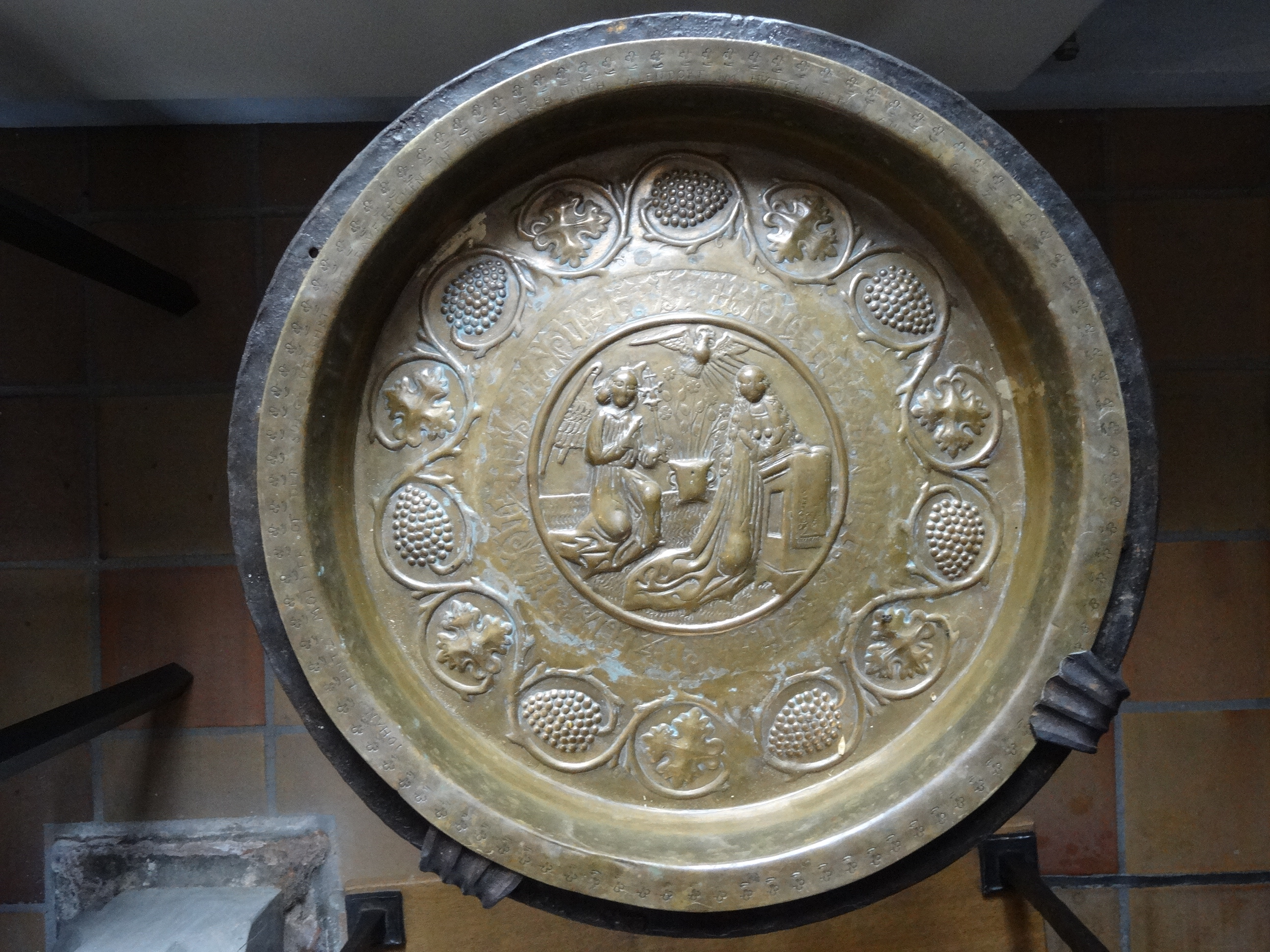
Taufschale, 1632 gestiftet

Die reich verzierte Taufschale, eine sogenannte Beckenschlägerschüssel aus Messing, zeigt die Verkündigung Mariens. Ihr Durchmesser beträgt 44,5 cm und ihre Tiefe 7 cm. Sie wurde 1632 gestiftet und ruht auf einem modernen, geschmiedeten Eisengestell. Dargestellt ist Maria an einem Lesepult in einem durch eine Blumenvase symbolisierten Hortus conclusus. Sie erblickt den sich von links nähernden Erzengel Gabriel, der ein Lilienzepter in der Hand hält. Über ihr wird der Heilige Geist in Gestalt einer fliegenden Taube mit Heiligenschein dargestellt, dessen Strahlen Maria erreichen. Um die Szene ist auf einem Innenring eine Umschrift mit der fünfmaligen Buchstabensequenz V – E – H – U – F – A – V – A in gotischen Majuskeln angebracht. Die Lesart wird durch die Verwendung ornamentaler Ligaturen erschwert. Außen windet sich eine Weinranke, die 14 Felder umschließt, in die abwechselnd ein Weinblatt mit drei Spitzen und eine Weintraube mit je 48 Beeren getrieben sind. Das mariologische Motiv und die gotische Umschrift gehen auf ein Modell Nürnberger Beckenschläger aus dem 15. und 16. Jahrhundert zurück und haben bis hinein ins 17. Jahrhundert weite Verbreitung erfahren. Es findet sich auch in der Taufschale der Evangelischen Kirche in Hausen und in der Evangelischen Kirche in Muschenheim. Die Buchstabenfolge VEHUFAVA wurde gedeutet als „venia humanum fatum, venia altissima“ (die Gnade bzw. die Vergebung der Sünden ist der von Gott bestimmte Schicksalsweg der Menschheit, die Gnade des Allerhöchsten). Auf dem abgesetzten Rand findet sich die eingravierte Widmungsinschrift: „IOHAN LENTZ MOLLER OF DER SORG [= Sorger Mühle] VEREHRT DIS DAUFBECKEN IN DIE KIRCH NACH ALLENDORF IM HÜTTENBERG ANNO 1632“. Ganz außen ist ein Kranz mit stilisierten Lilien eingraviert.
Zwei Grabsteine des 18. Jahrhunderts aus buntem Sandstein, die vormals in der westlichen Friedhofsmauer eingelassen waren, sind seit ihrer Restaurierung im Jahr 2013 in der Kirche an der südlichen Westwand aufgestellt. Beide Steine sind beidseitig beschriftet. Die eingemauerten und deshalb sehr gut erhaltenen Rückseiten sind auf großen Reproduktionen auf Textilfahnen an der nördlichen Westwand in Originalgröße zu sehen. Der Grabstein für den Kirchenältesten Johann Philipp Amend (1681–1743) zeigt in der Mitte des geschwungenen Kopfteils der Vorderseite Christus an Kreuz, dem links der Familienvater mit Sohn und rechts seine Frau und zwei Töchter mit gefalteten Händen zugewandt sind. Auf der Rückseite ist unter der Lebenskrone in einer Inschrift der Leichtext aus 2 Tim 4,7f  zu lesen. Der stärker verwitterte Stein für die Catharina Müller († 1755) trägt auf der Rückseite unter Akanthusranken den Bibelvers Klgl 1,12 , der auf ein hartes Schicksal der Verstorbenen hinweist. Die Vorderseite ist stark verwittert.

## Orgel

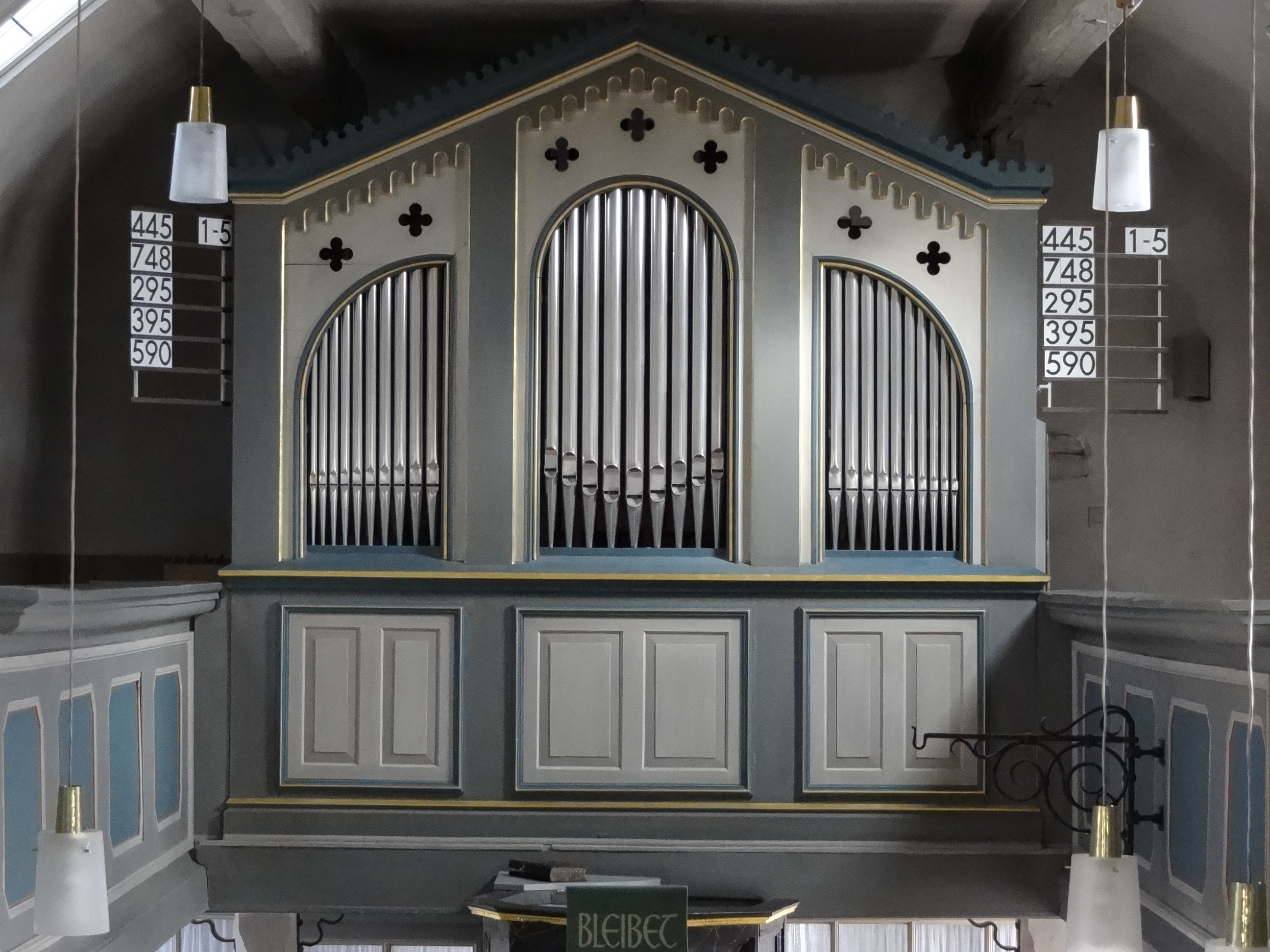
Förster-Orgel von 1879

Eine erste Orgel wurde 1760 eingebaut. 1868 wurde ein Harmonium angeschafft, da die alte Orgel abgängig war. 1879 baute Johann Georg Förster die heutige Orgel. Das Werk verfügt über sieben Register, die auf einem Manual und Pedal verteilt sind. Neue Prospektpfeifen wurden 1977 statt der provisorischen aus Zink eingesetzt. Sie stehen zwischen Pilastern unter drei Bögen, die von einem großen Giebeldreieck mit Rundbogenfries abgeschlossen werden. Die Disposition lautet wie folgt:
| Manual C–f3 |               |    |
| 1.          | Principal     | 8′ |
| 2.          | Bourdon       | 8′ |
| 3.          | Salicional    | 8′ |
| 4.          | Octave        | 4′ |
| 5.          | Flöte Douce   | 4′ |
| 6.          | Mixtur II–III | 2′ |

| Pedal C–d1 |         |     |
| 7.         | Subbass | 16′ |

- Koppeln: I/P

Für eine Erklärung der einzelnen Register siehe: Register (Orgel)

## Glocken

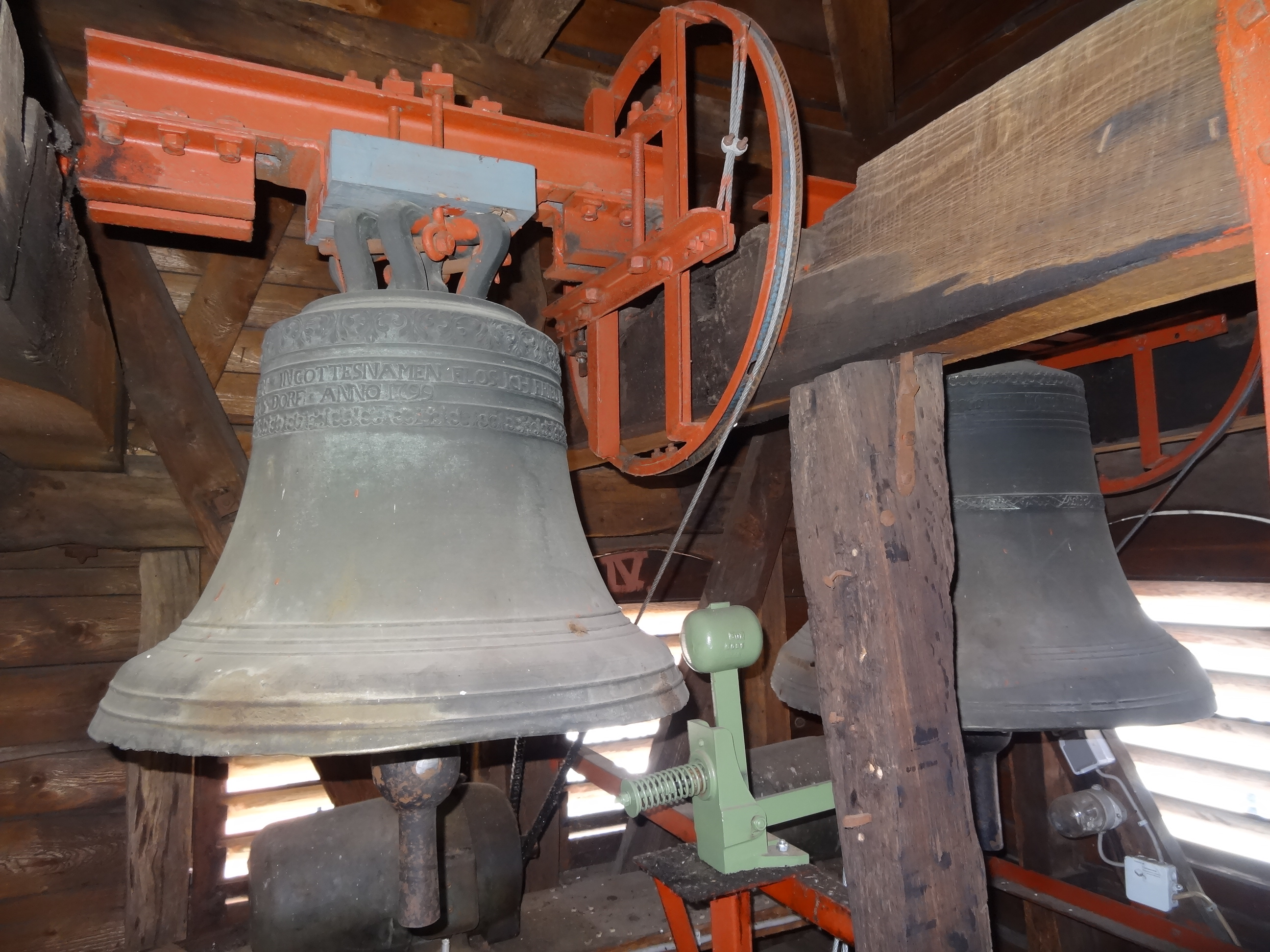
Links die Glocke von 1799, rechts von 1690

Die Kirche verfügt über ein Zweiergeläut, das 1942 abgeliefert werden musste, aber dem Einschmelzen entging. Nach dem Krieg kamen die zwei kleinen Glocken aus einem Hamburger Glockenlager zurück. Beide Glocken tragen Inschriften. Über und unter den Inschriften sind Friese angebracht:
| Nr. | Gussjahr | Gießer, Gussort                | Durchmesser (mm) | Schlagton | Inschrift |
| 1   | 1690     | Dilman Schmid, Asslar          | 690              | cis2      | „in gottes namen flos ich dilman schmid zu Aslar gos mich ich ruf zur kirch und kling zum grab o mensch dein Suend leg ab • 1690 [Medaillon-Relief mit einem nackten weiblichen Engel und einer kleinen Gestalt alendorf im huettberg“ |
| 2   | 1799     | Friedrich Wilhelm Otto, Gießen | 640              | d2        | „IN GOTTES NAMEN FLOS ICH FRIEDRICH WILHELM OTTO IN GIESSEN GOS MICH VOR DIE GEMEINDE ALLEN MARTIN WAGNER DAMALICHER SCHULTEIS • DORF • ANNO 1799“                                                                                     |